# Wubanoides
Wubanoides este un gen de păianjeni din familia Linyphiidae.
Cladograma conform Catalogue of Life:
| Wubanoides | \| \| Wubanoides fissus \| \| \| \| \| \| Wubanoides uralensis \| \| \| \| |
|            | \| \| Wubanoides fissus \| \| \| \| \| \| Wubanoides uralensis \| \| \| \| |
|            | Wubanoides fissus                                                          |
|            |                                                                            |
|            | Wubanoides uralensis                                                       |
|            |                                                                            |